# Light River (Te Hāpua / Sutherland Sound)
Der Light River ist ein Fluss im Südwesten der Südinsel Neuseelands.

## Geographie
Mehrere Quellflüsse in einem Talkessel nordwestlich des 1643 m hohen Mount Daniel bilden den Fluss, der nach Südwesten fließt, bis er in das Kopfende des Te Hāpua / Sutherland Sound mündet, wo auch der Dark River entwässert. Er nimmt das Wasser zahlreicher Bäche auf, die unter anderem an den Hängen des 1592 m hohen Mount Mackenzie oder der Twin Sisters entstehen, sowie das Wasser des Lake Dale.

## Namensgebung
Der Fluss erhielt seinen Namen, da er kurz vor seiner Mündung ein geweitetes Tal durchfließt, im Kontrast zum Dark River.